# Johan I van Beieren
Johan I van Beieren bijgenaamd het Kind (29 november 1329 - Landshut, 20 december 1340) was van 1339 tot 1340 hertog van Neder-Beieren. Hij behoorde tot het huis Wittelsbach.

## Levensloop
Johan I was de zoon van hertog Hendrik XIV van Beieren en Margaretha van Luxemburg (1313-1341), dochter van koning Jan de Blinde.
Op 18 april 1339 huwde hij met Anna (1326-1361), dochter van hertog Lodewijk IV van Opper-Beieren. Enkele maanden later overleed zijn vader, waarna Johan hertog van Neder-Beieren werd. Omdat hij nog minderjarig was, werd zijn schoonvader Lodewijk IV regent.
Een jaar na zijn aantreden, eind 1340, overleed Johan, waardoor de Neder-Beierse tak van het huis Wittelsbach uitstierf. Kort nadien, in januari 1341, herenigde zijn schoonvader het vroegere hertogdom Beieren. Zijn moeder Margaretha keerde na zijn overlijden terug naar Bohemen.